# Émile Lahoud
Émile Geamil Lahoud (arabsko اميل لحود), libanonski general, politik, predsednik države, * 12. januar 1936, Bejrut, Libanon.
Émile, sin generala Jamila Lahouda, enega voditeljev gibanja za libanonsko neodvisnost, je med zadnjimi leti libanonske državljanske vojne služil generalu Michelu Aounu. Ob premirju, je novoustanovljena libanonska vlada potrebovala maronitskega vojaškega poveljnika in funkcijo so ponudili Lahoudu (po nekaterih govoricah naj bi k temu pripomoglo poznanstvo z vplivnim sirskim častnikom Alijem Hammoudom). Med letoma 1989 in 1998 je opravljal več funkcij, vključno z vrhovnim poveljstvom libanonske vojske. Leta 1998, ko je sprememba ustave to omogočila tudi častnikom, je postal predsednik Libanona.
Leta 2004, ko bi se mu moral izteči mandat, je bila pod močnim sirskim vplivom spremenjena ustava, ki mu je mandat podaljšala še za 3 leta, do 2007. Tej potezi so močno nasprotovali katoliški kardinal Nasrallah Sfeir, druzijski voditelj Valid Džumblat in takratni predsednik vlade Rafik Hariri, ki je protestno odstopil. Lahoud, ki je po trditvah opozicije že prej veljal za »sirsko lutko« in čigar družina naj bi imela tesne poslovne vezi s sirskim predsednikom Bašarjem al Asadom, zaradi neprestanega nasprotovanja Haririjevim reformam že prej ni bil pretirano priljubljen, po tem podaljšanju mandata pa mu je priljubljenost padla na najnižjo možno točko. Dodaten srd med Libanonci je povzročilo razkritje, da naj se niti med Haririjevim pogrebom (ubit v atentatu 14. februarja 2005) ne bi odpovedal svojemu vsakodnevnemu hobiju - plavanju.